# まーくん
まーくんは、日本の二胡奏者・ピアニスト・鍵盤奏者、作曲家・編曲家、インストラクター・プロデューサー、スタジオミュージシャン・サポートミュージシャン。17LIVEの音楽ライバー。本名・旧芸名は高橋 雅人（たかはし まさと）。
全国で公演活動を開催。二胡奏者として国内最年少でプロ入りを果たした。

## 演奏者としての特徴・人物
絶対音感を持ち、感じたこと、思ったことをその場で奏でるスタイル。繊細な音からパワフルなパフォーマンスまで表現する。
中国語を話せるのを得意としている。

## 作品

### CDシングル
- CD「中国二胡旅遊」
- CD「夢のなかで」

### 共演
- 下ヨシ子CD「流生命〜天空の奏〜」コロムビアミュージックエンタテインメント、2009年11月18日 - 二胡 担当

### その他
- 月刊エレクトーン（YAMAHA）

## 出演

### テレビドラマ
- 親父の仕事は裏稼業（BeeTV） - ピアニスト 役

### その他
- 金曜かきこみTV（NHK教育テレビ）
- 10時のグッとストーリー（ニッポン放送）
- 首都圏ネットワーク（NHK総合テレビ）
- LIVE2009 ニュースJAPAN（2009年、フジテレビ）